# Клепало (селскостопански уред)
Вижте пояснителната страница за други значения на Клепало.
Клепало в селскостопанската практика е уред за заточване на режещи инструменти за рязане и косене като коса и сърп. операцията се нарича клепане или в някои райони „тънене“ - от изтъняване.
В процеса на работа със селскостопанско сечиво (нож, коса, брадва, мотика и т.н.), работната му повърхност се износва и губи от своята твърдост вследствие на многократните заточвания с брус или белгѝя.
За повторното затвърдяване на острието се използва методът на студеното коване, който се осъществява с полеви подръчни средства – чукче и клепало (малка преносима наковалня). Освен студеното закаляване на острието, целта е да се изтъни острието и да се подобри рязането. Клепалото се забива в земята и инструментът се клѐпа (кове) върху него. При клепането на режещото острие се намалява дебелината на предната част на острието чрез многократно му изчукване. Проверката се осъществява с палец за гъвкавост на острието след изтъняването.